# Fontana dei Putti (Pisa)
La Fontana dei Putti è un'opera monumentale in marmo di Carrara, posta all'ingresso di Piazza dei Miracoli e di via santa Maria a Pisa. 
Fu realizzata tra il 1746 e il 1765 da Giuseppe Vaccà, che ne curò il basamento, e da Giovanni Antonio Cybei, autore del gruppo marmoreo dei putti che reggono gli stemmi di Pisa e dell'Opera del Duomo, su disegno del pittore Giovanni Battista Tempesti. 

## Storia

### La realizzazione
La presenza di una prima fontana nella piazza del Duomo, pur semplice e priva di ornamenti, è attestata fin dal 1659. Tuttavia, fu grazie all'Operaio dell'Opera Francesco Quarantotti, nominato nel 1729, che venne realizzata la struttura attuale, spostata strategicamente di qualche metro rispetto alla posizione della fontana precedente e collocata “nell'angolo di strada lastricata che va alla chiesa”, cioè di fronte allo sbocco di via Santa Maria in Piazza del Duomo. Per il nuovo monumento fu infatti scelta una soluzione estetica che potesse meglio armonizzarsi con l'aspetto classico dei monumenti della piazza.
Allo scultore carrarese Giuseppe Vaccà, che aveva partecipato assieme al padre Giovan Battista e al cugino all'arredo del Duomo, fu affidata la prima fase di esecuzione della fontana, fase che si concluse nel 1746 con la costruzione di un basamento decorato con putti e foglie d'acanto. Il pilastro della fonte fu realizzato ad Avenza di Massa nella bottega dei Vaccà in poco meno di un anno, e nonostante le difficoltà della costruzione date dal terreno cedevole (che fu necessario consolidare piantando in profondità 33 pali di pino), nel settembre del 1746 la fontana poteva ormai dirsi completata. La sua realizzazione, secondo quanto riportato dalla Memoria del Duomo di Filippo D'Angelo, venne definita "non magnificante ma bella e galante".
Nel 1763 Anton Francesco Maria Quarantotti, che era succeduto al padre al servizio dell'Opera del Duomo, si accordò con Vaccà per completare la struttura della fontana con un gruppo scultoreo da posizionare al di sopra del basamento in marmo. Vaccà con ogni probabilità in questo caso svolse solo il ruolo di imprenditore: la realizzazione fu affidata infatti a Giovanni Antonio Cybei, che lavorò a partire da un disegno preparatorio del pittore Giovanni Battista Tempesti. Dal 1763, l'opera tenne impegnato Cybei per circa due anni; il gruppo scultoreo fu trasportato in città via mare e risalendo l'Arno pochi giorni prima del Natale del 1765.

### Le critiche
A breve distanza dal completamento dell'opera, emersero anche le prime valutazioni critiche, che si volsero in particolare contro il gruppo scultoreo dei tre putti. La testimonianza scritta più antica di questi giudizi negativi risale a Filippo D'Angelo, il quale, nelle sue Memorie del Duomo e avvenimenti della città di Pisa nel 1767, definì l'autore "un pessimo statuario". 
Nel 1848, lo scultore pisano Girolamo Marconi propose per primo di sostituire il gruppo scultoreo con una statua del patrono della città, San Ranieri, rimpiazzando anche il basamento con altro, più sobrio, recante lo stemma cittadino. Tuttavia, probabilmente per mancanza di fondi, la proposta non ebbe seguito. 
Con la fondazione a Pisa dell'Associazione per gli abbellimenti della piazza del Duomo (1862), nata nel periodo dell'unificazione nazionale, si affacciò nuovamente l'ipotesi di sostituzione del gruppo dei tre putti, giudicati di scarso valore, con la statua di Buscheto, architetto del Duomo. Tuttavia, neppure questa volta l'intento di restituire alla piazza un aspetto più austero portò a risultati concreti. 
L'occasione per un nuovo tentativo di rimuovere il gruppo si presentò con la nomina nel 1905 dell'arcivescovo Pietro Maffi. Maffi, che era un astronomo ed era stato nominato nel 1904 presidente della Specola Vaticana, propose infatti di sostituire i putti con un monumento a Galileo Galilei. Per ridurre i costi, suggerì inoltre di rimuovere solo il gruppo scultoreo, utilizzando la fontana sottostante. Il progetto tuttavia fu aspramente criticato quando fu reso pubblico nel 1906; in questa occasione intervennero, per la prima volta, alcuni difensori della Fontana dei Putti come elemento storico e simbolico della piazza. La determinazione di Maffi, che nel frattempo era diventato cardinale, lo portò ad un secondo tentativo nel 1922, quando allo scultore genovese Antonio Bozzano fu affidato l'incarico di eseguire un bozzetto per l'opera. Ancora una volta però il progetto non ebbe successo: a garantire la sopravvivenza della Fontana dei Putti fu probabilmente la mancata elezione di Maffi al soglio pontificio nel Concilio del 1922, che portò invece all'elezione di Achille Ratti col nome di Papa Pio XI. Questo evento segnò la fine di un secolo di progetti di sostituzione e consentì ai tre putti di mantenere il loro ruolo tra i monumenti di spicco presenti nella piazza.

### L'attribuzione
La storia dell'attribuzione del gruppo scultoreo dei tre putti è stata oggetto di complessi sviluppi. 
Nonostante la testimonianza rilevante di Girolamo Tiraboschi, che già nel 1786, nella sua biografia dedicata a Cybei, menzionava tra le opere dell'artista i tre putti nella piazza del Duomo di Pisa, nel corso del tempo il nome dell'autore del gruppo si era perso.
Nel 1873 le parole di Tiraboschi furono riportate anche dal marchese Giovanni Campori nelle sue Memorie biografiche degli scultori, architetti, pittori, ecc. nativi della Provincia di Massa del 1873, ma nonostante questa testimonianza per lungo tempo il ruolo di Cybei fu ignorato e le sculture furono attribuite a Giuseppe Vaccà. L'attribuzione a Vaccà rimase anche nella Guida di Pisa di Bellini Pietri e in un saggio di Giorgio Castelfranco del 1931 intitolato La Fontana di G. Vaccà in Piazza del Duomo a Pisa. 
Successivamente, nel 1990, Paolo Roberto Ciardi sembrò risolvere la questione pubblicando il contratto stipulato nel 1763 tra l'Operaio Quarantotti e Giuseppe Vaccà, che riconosceva quest'ultimo come l'autore dei tre putti. Tuttavia, verso la fine degli anni novanta, il ritrovamento di un autografo di Cybei, in cui lo scultore dichiarava esplicitamente di aver realizzato il gruppo per la fontana, ha consentito di restituirgli la paternità dell'opera.

## Descrizione

### Il basamento
Il basamento realizzato da Giuseppe Vaccà si presenta come parallelepipedo posizionato in verticale, caratterizzato su due lati da foglie di acanto, che realizzano un rigonfiamento nella parte inferiore del plinto, mentre, sui lati opposti, due volute poggianti su un basamento sostengono il bacino per l'acqua.

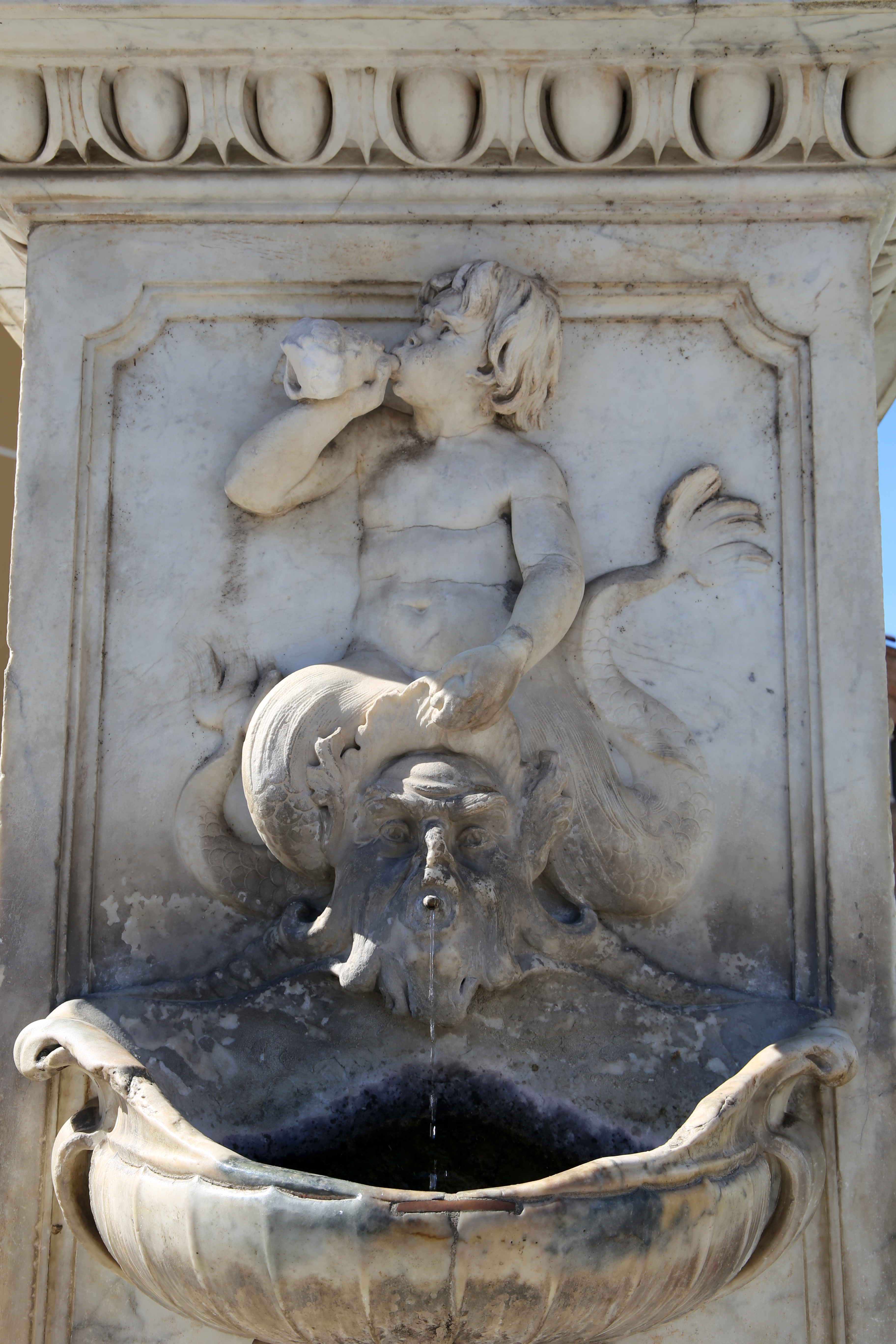
tritone con conchiglia che lotta contro un mostro marino

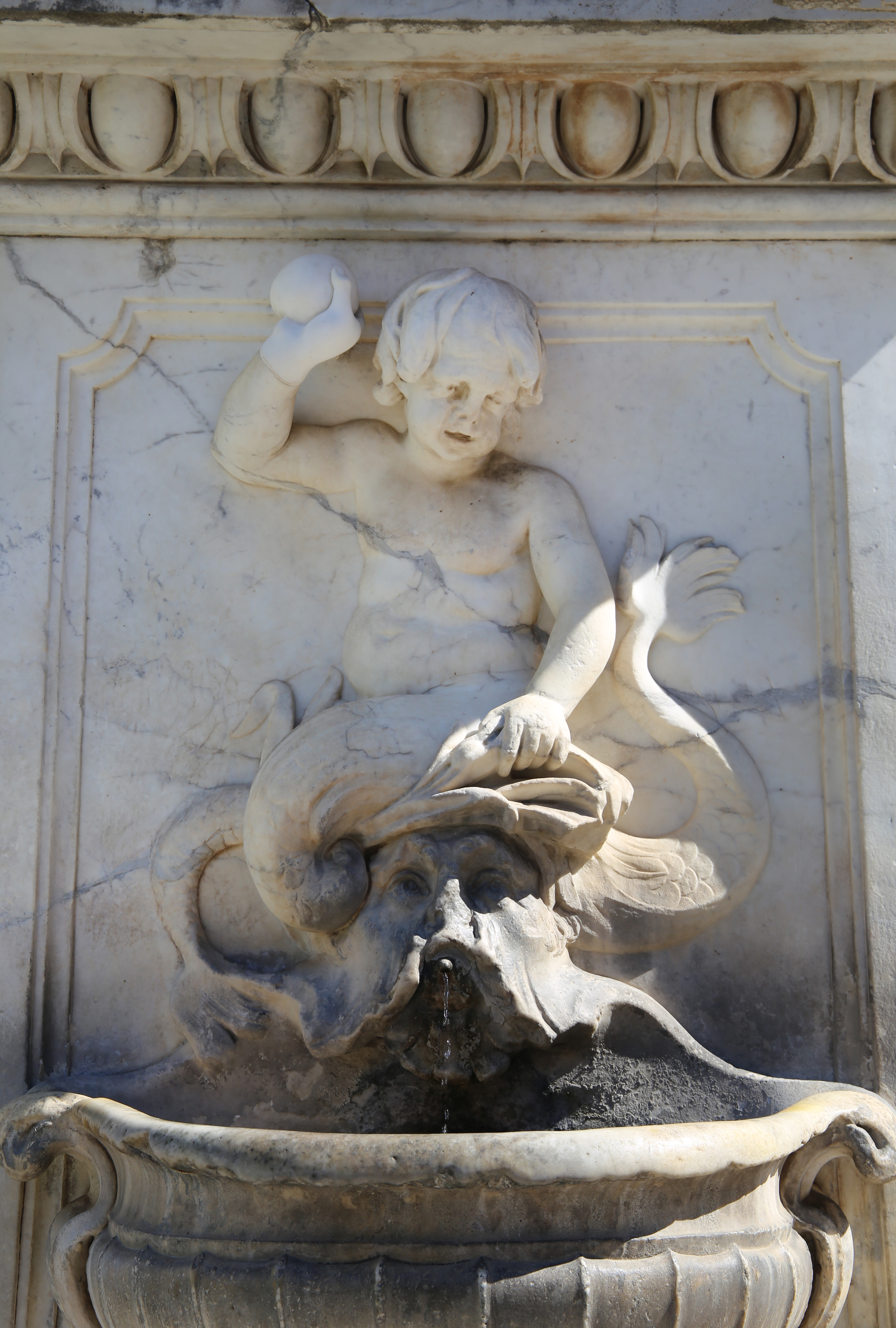
tritone che lotta con un mostro marino scagliando una pietra

Nelle aree dei riquadri del piedistallo della fontana l'artista si ispira alle formule architettoniche del Cinque e Seicento proponendo un'architettura animata da due diversi temi: su due lati, un ornato geometrico; sugli altri due, figure mitologiche in altorilievo. L'artista utilizza inoltre tecniche differenti per le due coppie di riquadri: l'altorilievo per le immagini figurative e il bassorilievo per la decorazione più ornamentale.
Nei riquadri del parallelepipedo, l'artista realizza un dialogo tra l'arte e la natura, rappresentando una foglia di acanto che invade la parte inferiore basamento, simbolo molto utilizzato nelle risoluzioni decorative architettoniche. L'artista qui si richiama chiaramente ai modelli classici, caricandoli di valenze allusive: la foglia d'acanto, presenza costante su capitelli, decorazioni di soffitti e pareti, torna qui a simboleggiare freschezza e ristoro, temi che ben si adattano alla natura e alla funzione del monumento.
Il notevole volume delle foglie di acanto ha inoltre una propria utilità strutturale. Esso distribuisce in modo più uniforme e meno incidente le spinte del peso alla base del parallelepipedo verso il terreno, evitando la formazione di crepe e assicurando una migliore coesione tra le diverse parti. A conferma di ciò, si osserva la presenza di due mensole rovesciate sotto i due bacini, che servono anch'esse a bilanciare le spinte verso il basso.
Nelle altre due aree dei riquadri invece, l'opera si carica di valenze allegorico-simboliche attraverso una delle figure più tradizionali del linguaggio mitologico: il Tritone che combatte col mostro marino. Il tema, estremamente popolare, sembra tuttavia rifarsi in particolare ad un disegno preparatorio di Marco da Faenza per le grottesche del Tritone in combattimento, conservate presso la soprintendenza per i beni artistici e storici di Firenze.
I giovani Tritoni, rappresentati in modo speculare negli specchi del basamento, hanno lo scopo di esaltare la meraviglia del mare. Uno, suonando la conchiglia, sembra richiamare l'attenzione dell'altro intento nel combattimento, immortalato nel gesto di scagliare una pietra contro il mostro a lui sottomesso, in un'atmosfera giocosa e spensierata. I volumi delle figure irrompono nello spazio aggettando al massimo, con un modellato potente che supera i limiti dell'altorilievo.

### Il gruppo dei putti
Il gruppo scultoreo realizzato tra il 1763 e il 1765 da Antonio Cybei è situato di sopra del basamento e raffigura tre colossali putti, anch'essi in marmo bianco di Carrara, che reggono gli stemmi di Pisa e dell'Opera del Duomo. 
Nella sua rielaborazione dell'opera, Cybei non ha modificato le pose dei tre putti rispetto al bozzetto originale proposto da Tempesti, ma ha invertito il putto centrale in senso antiorario, realizzando una composizione capace di evidenziare maggiormente il dinamismo delle figure.
L'impostazione a spirale delle figure aveva lo scopo di alleggerire la base e, allo stesso tempo, creare l'illusione ottica di un movimento ascendente, come se la direzione impressa al moto non fosse rivolta verso il basso, ma andasse verso il cielo. La diversa disposizione compositiva tra il bozzetto di Tempesti e l'opera di Cybei evidenzia un intento differente. Nel bozzetto di Tempesti, che si articola in senso orario, lo scudo sembra muoversi verso il basso, come se discendesse direttamente dal cielo tra le braccia dei fanciulli. Al contrario, nell'impostazione data da Cybei le figure si collocano in senso antiorario, con le statue che sembrano innalzare lo scudo verso l'alto, in un gesto "di ringraziamento e consacrazione del popolo pisano a Dio". 
In questo senso, l'esecuzione del modellato del Tempesti presenta ancora un carattere barocco, in cui la composizione ruota attorno a un asse centrale, e la ripartizione dei pesi si muove in una spirale che converge verso il basso. Al contrario, il cambiamento apportato da Cybei, con il movimento antiorario delle figure, sembra segnare, secondo quanto afferma Mario Noferi, la transizione dal barocco al rococò. La revisione infatti, che proponeva una dinamicità ascendente in forma di spirale, sembra alleggerire il peso delle composizioni che caratterizza le opere barocche pur mantenendo intatti i principi di base della rappresentazione, in linea con uno degli obiettivi principali del rococò. In sintesi, la rielaborazione del Cybei rendeva l'opera più moderna rispetto al bozzetto di Tempesti, che rifletteva ancora l'influenza della scuola romana.
Altra caratteristica notevole del gruppo dei Putti è certamente il trattamento plastico dei volumi, capace di esprimere la sensazione della morbidezza degli incarnati. A tale resa contribuisce anche il sapiente utilizzo del chiaroscuro, che conferisce alla scultura un carattere quasi pittorico, al punto da spingere Mario Noferi a ritenere che “lo scultore, con intenzione, abbia voluto lasciare traccia dell'originaria idea progettuale tratta dal disegno di un pittore”. Testimonianza di queste capacità plastiche sarebbe inoltre, secondo lo studioso, la riproduzione attenta di un fenomeno atmosferico: le chiome scarmigliate dei fanciulli, sembrano infatti agitate dal vento, rievocazione di un fenomeno naturale che contribuisce al movimento complessivo dell'opera.

### Simboli
Da un punto di vista simbolico, la presenza dell'acqua si richiama al concetto di purificazione, rimandando storicamente anche agli albori del cristianesimo, quando nell'atrio delle basiliche cristiane venivano poste delle fontane ad introdurre lo spazio sacro. Allo stesso modo sarebbe allora possibile, secondo Mario Noferi, considerare la monumentale fontana come un ingresso spirituale alla piazza, alla convergenza di tutte le vie cittadine che conducono alla Cattedrale. 
Inoltre, secondo lo studioso, gli edifici iconici della piazza simboleggiano le fasi essenziali della vita umana in relazione alla fede: la nascita rappresentata dal battistero, la vita simboleggiata dalla cattedrale e la morte evocata dal camposanto. In modo analogo, i tre vivaci fanciulli che adornano la cima della Fontana rappresenterebbero una specifica fase dell'esistenza umana, richiamando il breve periodo dell'infanzia caratterizzato dall'energia e dall'incoscienza nei giochi.

## Accoglienza
Alla rivalutazione della fontana nell'Ottocento si ritiene abbia contribuito l'introduzione delle cartoline postali. Inizialmente infatti, la classica vista della piazza includeva solo il Battistero, il Duomo e la celebre Torre pendente. Tuttavia, passare del tempo, la fontana è stata inclusa in altre immagini scattate da diverse angolazioni, acquisendo un ruolo significativo tra gli altri monumenti principali e suscitando l'interesse sia degli acquirenti delle cartoline che dei destinatari stessi.
Questo processo ha gradualmente portato la fontana ad affermarsi nell'immaginario collettivo come un elemento essenziale del panorama urbano della Piazza dei Miracoli. Tuttavia, è con l'avvento dei dispositivi mobili e delle nuove tecnologie che la fontana ha assunto un ruolo ancora più rilevante. Oggi, grazie alla facilità con cui è possibile scattare fotografie e video, la fontana viene inclusa in molte immagini della piazza, scelta deliberatamente per offrire un valore aggiunto all'immagine stessa e valorizzare gli altri monumenti presenti.
Inoltre, un aspetto notevole è che dalla prospettiva situata all'incrocio tra Piazza dei Miracoli e Via Santa Maria, è possibile apprezzare in un unico sguardo tutti e tre i volti dei fanciulli che, con le loro differenti contorsioni, sostengono lo stemma della città di Pisa. 
In definitiva, la fontana sulla Piazza dei Miracoli ha subito un processo di rivalutazione nel corso degli anni, diventando un elemento fondamentale del paesaggio urbano. Grazie ai social, la sua presenza è sempre più costantemente documentata, mentre il peculiare dettaglio dei putti sorreggenti lo stemma di Pisa contribuisce ad accrescere la curiosità e l'attenzione per i visitatori.

### La fontana nella cultura pop
La Fontana dei Putti compare anche nella sigla della quarta stagione animata di "Lupin III - L'avventura italiana", derivata del manga del fumettista giapponese Monkey Punch e trasmessa nel 2015.
La serie, composta da ventisei episodi, è interamente ambientata in Italia e nella sigla iniziale figurano diversi luoghi turistici italiani di rilievo (quali Roma, i canali di Venezia, San Marino, Santa Maria del Fiore a Firenze). Tra questi un'inquadratura significativa è riservata alla Torre Pendente di Pisa, con la Fontana dei Putti posta proprio in primo piano.